# Imperator
Imperator (lat.: imperator, starofrancuski: empereor) je monarh i obično suvereni vladar imperije ili neke druge vrste vladavine. Imperatorica je ženska inačica s time što može označavati i suprugu imperatora odnosno majku. Titula imperatora uglavnom se smatra višom od kralja. Japanski vladar jedini je trenutno vladajući monarh, čija je titula "imperator", dok nema stvarnu političku moć.
Imperator je latinska riječ za zapovjednika. Imperator je titula, koja je u starom Rimu u doba Republike označavala vojnog zapovjednika s teritorijalnom nadležnošću. Naziv dolazi od izraza imperium, koji je tada označavao nečiju nadležnost, ali i bogatstvo i moć.   
Ovisno o različitim područjima i zemljama, razvijeni su sljedeći imperatorski naslovi:
- cezar (Stari Rim, Bizant, Sveto Rimsko Carstvo, Francuska i dr.)
- car (Rusija, Bugarska, Srbija i dr.)
- kaiser (Njemačka)
- neguš negasti (Etiopija)
- šah (Perzija)
- sultan (Osmansko Carstvo)
- teno (Japan)

Nastojeći se povezati s iščezlim Rimskim Carstvom, Karlo Veliki je 800. za sebe uzeo titulu imperator, te je prenio na buduće monarhe Svetog Rimskog Carstva. Titulu su poslije koristili austrijski monarsi, a od 1721., imperator je bio službeni naziv ruskih vladara, koji su se do tada nazivali carevima. U ruskom jeziku, riječ car (u ruskom prijevodu Biblije u srednjem vijeku korištena je za označavanje biblijskih kraljeva) identificirana je s kraljevskim naslovom, ali samo za vladare ruskih susjeda i pravoslavnih zemalja, dok je riječ korol (kralj) korištena za zapadne vladare. Kad se Petar Veliki nakon pobjeda nad Šveđanima proglasio vladarom, upotrijebio je riječ imperator. 
U filmskoj sagi Ratovi zvijezda, glavni negativac u serijalu Darth Sidious u jednom trenutku preuzima diktatorske ovlasti, ukida Republiku i uspostavlja Galaktički Imperij, a on sam postaje njegov vrhovni imperator.